# Sameh Kraiem
Sameh Kraiem, né le 26 juillet 1986 à Tunis, est un basketteur tunisien.

## Carrière
- 2012-2014 : Club africain
- 2014-2015 : Jeunesse sportive d'El Menzah
- 2015-2016 : Club sportif des cheminots
- 2016-2017 : Étoile sportive goulettoise

## Palmarès
- Champion de Tunisie : 2014
- Coupe de Tunisie : 2014